# タキサン

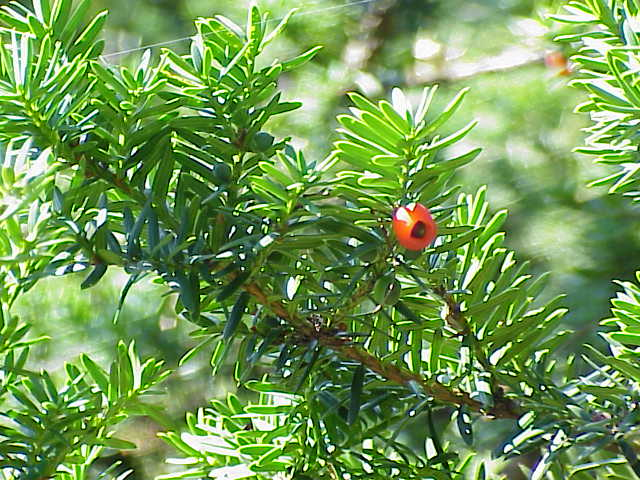
イチイ（Taxus cuspidata）

タキサン (taxane) とは、イチイ属（Taxus）の植物から発見されたタキサン環またはその類縁構造を有するジテルペンの総称である。タキサン環またはその類縁構造を有するジテルペン類の誘導体はタキソイド (taxoid) と呼ばれる。タキサン類はもともと植物から見つかった天然化合物だが、医薬品の生産に有用ないくつかのタキサン類は合成されて利用されている。タキサン類は全合成法も知られているが（詳しくはタキソール全合成を参照）、全合成はコストが非常に高くつくため、工業的な生産はもっぱら細胞培養により増殖させたイチイの培養細胞の抽出物からの半合成によって行われている。タキサン類は植物体内ではゲラニルゲラニルピロリン酸から生合成される。

## タキサン環

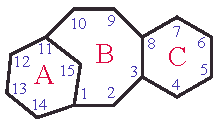
タキサン環

タキサン環（タキサジエン環、タキサン骨格、タキサン環骨格ともいう）とは、トリシクロ[9.3.1.03,8]ペンタデカンからなる三環性の炭素骨格である。タキサン環を構成する炭素には、図に示したような固有の番号が国際純正・応用化学連合 (IUPAC) によって振られている。3つの環はC-13側の環から順にA環、B環、C環と呼ばれている。
タキサン環の立体構造は、それ自体が舟-椅子型配座をとる8員環のB環を挟んで、ともに6員環のA環とC環が、B環の面に対してほとんど直角に折れ曲がるようにエンド型配座をとる独特の籠型構造となっている。

## 利用
タキサン類は抗がん剤の生産に利用される。タキサン系抗がん剤の主な作用機序は、微小管の脱重合阻害による細胞増殖の抑制である。タキサン系抗がん剤は、細胞分裂の際に形成される分裂装置の主体である微小管に結合し、微小管が脱重合してチューブリンに戻るのを阻害して微小管を安定化・過剰形成させることにより、細胞周期をG2/M期で停止させて細胞分裂を阻害する。
タキサン系抗がん剤には、結合した細胞の放射線に対する感受性を増強する放射線増感作用があることが知られている。タキサン類の放射線増感作用の機序は、細胞を放射線感受性が高くなるG2/M期に停止させることであると考えられる。
タキサン系抗がん剤は、2007年に米国の病院で処方された医薬品の上位200位以内（卸売価格基準）にドセタキセル（22位、3億1,578万ドル）、パクリタキセル（89位、1億52万ドル）、アブラキサン（パクリタキセルの薬物送達システム(DDS)製剤、142位、6,464万ドル）の3剤が入っていることでも分かるように、主要な抗がん剤の一つとして多くの臨床場面で使われている。なお、米国における処方額でみたタキサン系抗がん剤の主役の地位は、特許の期間満了に伴い後発品が発売され薬価が下がったパクリタキセルから、ドセタキセルやアブラキサンなど薬剤としての特性が一部改良されたパクリタキセル誘導体に移りつつある。

## 主なタキサン類

タキサジエンの構造式

パクリタキセル（タキソール）の構造

タキサジエン
タキサン環を持ち、パクリタキセルやバッカチンIIIの生合成における前駆体となる。イチイによる生合成では、ゲラニルゲラニルピロリン酸からタキサジエン合成酵素 (EC 4.2.3.17 ) によってタキサジエンが合成される。
バッカチンIII
既存のタキサン系抗がん剤（パクリタキセルとドセタキセル）に共通してみられる、タキサン環にオキセタン環が付加された四環性の炭素骨格を有する。バッカチンIIIの脱アセチル化物である10-デアセチルバッカチンIIIが、ヨーロッパイチイ（Taxus baccata）から比較的多く採取できることから、パクリタキセルやドセタキセルの半合成における前駆体として利用されている。イチイによる生合成では、10-デアセチル-2-デベンゾイルバッカチンIIIから2α-ヒドロキシタキサン2-O-ベンゾイルトランスフェラーゼ (EC 2.3.1.166 ) によって10-デアセチルバッカチンIIIが合成される。
パクリタキセル（タキソール）
タイヘイヨウイチイ（Taxus brevifolia）の樹皮から1966年に発見された。抗がん剤として用いられる。イチイからごく微量しか採取できず抗がん剤として十分な量が供給できなかったことから合成方法が盛んに研究され、1994年にヨーロッパイチイの針葉・小枝から採取される10-デアセチルバッカチンIIIからの半合成法が実用化され，抗がん剤として安定した供給が可能となった。
ドセタキセル（タキソテール）
パクリタキセル類縁の抗がん活性を持つ化合物のスクリーニングを通じて開発された抗がん剤。ヨーロッパイチイの針葉・小枝から採取される10-デアセチルバッカチンIIIから半合成される。
タクスチニンA
タクスチニンAは、炭素数6/8/6の三環性のタキサン環とは異なる、炭素数5/7/6の三環性のアベオタキサン環（アベオタキサジエン環、A-ノルタキサン環ともいう）を持つ化合物として初めて発見されたタキソイドである。タクスチニンAは、冨士らのグループによって1992年にチュウゴクイチイ（Taxus chinensis）から発見され構造が同定された。
ブレビフォリオール
ブレビフォリオールは1991年にバルザ、橘らのグループによってタイヘイヨウイチイから発見されたタキソイドである。発見当初ブレビフォリオールはタキサン環を持つと考えられていたが、実際にはアベオタキサン環を持つことが1993年にゲオルクらのグループとアペンディーノらのグループによって同定された。
タキサスパインD
日本のイチイ（Taxus cuspidata）から1995年に小林、細山らのグループによって発見された。既存のタキサン系抗がん剤と異なり、それらの微小管への結合に重要だと考えられてきたオキセタン環もタキサン環のC-13の位置のN-アシルフェニルイソセリン基の大きな側鎖も持たないが、それらと同様に微小管脱重合阻害作用を持ち抗がん活性を有する。また、P-糖タンパク質の機能阻害作用をもち、既存のタキサン系抗がん剤に治療抵抗性をもったがん細胞に対して抗がん活性を示すことが知られている。